# Мирче Бомболов
Хаджи Мирче Бомболов, също Бомбол или Бумбалов, е български общественик и търговец от Българско възраждане в Македония.

## Биография
Мирче Бомболов е роден в град Прилеп в Османската империя, днес в Северна Македония. Произхожда от виден прилепски род – Коста Бомболов е член на Прилепската българска община чак до 1897 година, а внукът му Йордан Бомболов е учител в българската гимназия в Битоля и директор на мъжкото училище в Прилеп.
Мирче Бомболов е роден в края на XVIII век няколко месеца след смъртта на баща му. Учи при поп Христо в Прилеп. Майка му, която се занимава с произвеждане на тютюн, умира от чума през 1820-те години и Мирче е прибран от вуйчо му К. Белозелков, който му ограбва наследството и го изгонва. Слугува при Хаджикочови, а по-късно започва самостоятелна работа. Жени се за дъщерята на Хаджи Илия, който го улеснява с пари и кредит и за кратко време Мирче Бомболов става един от най-богатите българи в Прилеп. През 1870 година посещава Светите места и става хаджия.
Още от 1866 година е член на българската община. Полага големи грижи за българското училище и за българската църква. Под негово ръководство е направен известният прилепски иконостас, работен три години. Умира на 5 декември 1890 година, като оставя 500 лири за новостроящото се училищна сграда.
В 1893 година Атанас Шопов пише за Мирче Бомболов:
| „ | И Прилеп е притежавал своите стълпове, които още от първата четвърт на настоящето столетие са приготвили здрава почва за първата тамошна интелигенция, която е взимала живо участие както в църковния въпрос, тъй и въобще във възраждането... Тия стълбове, това са Христьо Логотети и хаджи Мирче Бомбол... човек идеално честен, за което именно е бил обичан, уважаван и слушан от населението. Той е бил един от най-енергичните деятели по събирание пожъртвувания от народа за съзиждание великолепната църква, а по-после и училището. И Бомбол от дълбочината на сърцето си е обичал „бугарското“ и отбягвал от чуждото. | “ |